# Kristie Moore
Kristie Moore, född 22 april 1979 i Grande Prairie, Alberta, är en kanadensisk curlingspelare.
Hon tog OS-silver i damernas curlingturnering i samband med de olympiska curlingtävlingarna 2010 i Vancouver.